# Popina (Trstenik)
Pour les articles homonymes, voir Popina.
Popina (en serbe cyrillique : Попина) est un village de Serbie situé dans la municipalité de Trstenik, district de Rasina. Au recensement de 2011, il comptait 329 habitants.

## Démographie
| 1948 | 1953 | 1961 | 1971 | 1981 | 1991 | 2002 | 2011 |
| ---- | ---- | ---- | ---- | ---- | ---- | ---- | ---- |
| 520  | 548  | 504  | 496  | 466  | 433  | 384  | 329  |

|  |